# Pronto come va
Pronto come va è un singolo del gruppo musicale italiano The Kolors, pubblicato il 16 maggio 2025.

## Descrizione
Il brano, scritto dallo stesso frontman del gruppo Antonio Fiordispino, in arte Stash, con Davide Petrella, in arte Tropico, è prodotto dallo stesso gruppo con i Room9.

## Promozione
Il brano è stato eseguito in anteprima dallo stesso gruppo musicale il 4 maggio 2025 durante la registrazione della tappa On the road a Trani (BT) dell'evento musicale Battiti Live.

## Video musicale
Il video musicale, diretto dagli YouNuts!, duo composto da Antonio Usbergo e Niccolò Celaia, è stato pubblicato in concomitanza all'uscita del brano attraverso il canale YouTube del gruppo ed è stato girato a Napoli durante delle cerimonie matrimoniali tra Posillipo, Vomero ed Ercolano, idea presa dal videoclip del singolo Sugar (2015) del gruppo musicale statunitense Maroon 5.

## Tracce
Testi di Antonio Fiordispino e Davide Petrella, musiche di Alessandro Fiordispino, Dario Iaculli, Gabriel Rossi, Marco Salvaderi e Lorenzo Santarelli.
1. Pronto come va – 2:57

## Classifiche
| Classifica (2025) | Posizione massima |
| ----------------- | ----------------- |
| Italia            | 30                |